# Ecphylus hicoriae
Ecphylus hicoriae är en stekelart som beskrevs av Sievert Allen Rohwer 1919. Ecphylus hicoriae ingår i släktet Ecphylus och familjen bracksteklar. Inga underarter finns listade i Catalogue of Life.